# Mysteriet på Blå tåget
Mysteriet på Blå tåget (eng. The Mystery of the Blue Train) är en detektivroman av författaren Agatha Christie. Den utkom i original 1928, men i svensk översättning först 1978. 
Romanen handlar om mordet på en amerikansk arvtagerska på Le Train Bleu, titelns "Blå tåget". Romanen blev Public Domain i USA 2024; Den kommer dock fortfarande att vara upphovsrättsskyddad i Storbritannien fram till den 1 januari 2047, 70 år efter Agatha Christies död.

## Historia
Skrivandet av boken (som delvis ägde rum på Kanarieöarna i början av 1927 - snarare än februari 1928, som Morgan föreslår - med tanke på att följetongen började den 1 februari 1928)  var en prövning för Christie. Händelserna 1926, med moderns död, makens otrohet och hennes sammanbrott och tio dagar långa försvinnande, hade lämnat ett djupt psykologiskt ärr och nu separerad från Archie Christie och i behov av pengar återvände hon till skrivandet. Historien var inte lätt för henne och hon hänvisade till denna roman i sin självbiografi och konstaterade att hon "alltid hatat den". Hennes biografi berättar hur det totala antalet ord i boken noggrant räknades upp, vilket visar vilken prövning Christie tyckte att det var. Det fick senare en effekt på henne mitt under krigstiden när hon, nervös för att hon någon gång i framtiden skulle behöva pengar och behöva en reserv, skrev Miss Marples sista fall och låste in den i ett bankvalv för framtida publicering. Ridå - Hercule Poirots sista fall skrevs samtidigt och låstes in på samma sätt, men publiceringen av den senare boken skulle inte vara möjlig förrän i slutet av hennes författarskap, eftersom den berättar om Poirots död.
Mysteriet på Blå tåget gick först som följetong i Londons kvällstidning The Star i trettioåtta oillustrerade avsnitt från onsdagen 1 februari till torsdagen 15 mars 1928. De två första kapitlen i sin helhet utelämnades i följetongen och innehöll därför endast trettiofyra kapitel. Det gjordes smärre ändringar i texten, antingen för att göra inledningen av en del begriplig (t.ex. genom att ändra "Hon då..." till "Katherine då..."), eller utelämna små meningar eller ord, särskilt i den inledande delen där flera stycken utelämnades. En referens till kontinentala Daily Mail i början av kapitel sex (kapitel åtta i boken) ändrades till "tidningen" för att undvika att nämna en konkurrent till The Star. Tre kapitel fick olika namn: kapitel nio (elva i boken) hette Något gott istället för Mord, kapitel tjugosex (tjugoåtta i boken) hette Poirot snokar istället för Poirot spelar Ekorren och kapitel tjugoåtta (kapitel trettio i boken) hette Katherines brev istället för Miss Viner avkunnar dom. Det sista kapitlet, som i boken heter Vid havet, namngavs inte i följetongen.

### Bokdedikation
Christies dedikation i boken lyder: "Till de två framstående medlemmarna av O.F.D. – Carlotta och Peter".
Denna dedikation är en direkt referens till händelserna 1926 som inkluderade Christies mors död den 5 april, hennes äktenskap med Archibald Christie som gick i kras och hennes berömda tio dagar långa försvinnande i december samma år. Detta var händelser som störde henne under resten av hennes liv och Christie fick veta att människor som hon förväntade sig skulle vara allierade i nödens stund vände sig bort från henne. En som inte gjorde det var Charlotte Fisher (född ca 1901 – död 1976), som hade anställts av Christie 1924 både som egen sekreterare och som guvernant till dottern Rosalind. När händelserna 1926 började avta säger Christie att hon "var tvungen att inventera mina vänner". Hon och Fisher (som Christie kärleksfullt refererade till som både "Carlo" och "Carlotta") delade upp hennes bekanta i två separata kategorier; Order of Rats och Order of Faithful Dogs (O.F.D.) – främst i den senare gruppen, Christie satte Charlotte Fisher för hennes orubbliga stöd. Till den senare gruppen, och det andra ämnet för dedikationen till boken, nämns också Peter, Christies älskade terrier, som hade köpts till Rosalind 1924. Peters hängivenhet till Christie vid den här tiden glömdes aldrig av henne och hon återgäldade den tillgivenheten och skrev till sin andra make Max Mallowan 1930 att "Du har aldrig varit med om en riktigt dålig tid med inget annat än en hund att hålla fast vid." Peter var också föremål för dedikationen till Det stumma vittnet (på vars omslag han är avbildad), publicerad 1937, ett år före hans död. Charlotte Fisher, tillsammans med sin syster Mary, fick också en andra dedikation i en bok i Och så var de bara en 1939.

## Handling
Poirot går ombord på Le Train Bleu på väg till Franska Rivieran. Det gör även Katherine Grey, som tillbringar sin första vinter utanför England, efter att nyligen ha fått ett relativt stort arv. Ombord på tåget träffar Grey Ruth Kettering, en amerikansk arvtagerska som lämnar sitt olyckliga äktenskap för att träffa sin älskare. Men nästa morgon hittas Ruth död i sin kupé, ett offer för strypning.
Den berömda rubinen, "Heart of Fire", som Ruth nyligen fått av sin far, visar sig vara försvunnen. Ruths far, den amerikanske miljonären Rufus Van Aldin, och hans sekreterare major Knighton, övertalar Poirot att ta sig an fallet. Ruths hembiträde Ada Mason säger att hon såg en man i Ruths kupé men inte kunde se vem han var. Polisen misstänker att Ruths älskare, greve de la Roche, dödade henne och stal rubinen, men Poirot tror inte att greven är skyldig. Han är misstänksam mot Ruths frånskilda make, Derek Kettering, som var med på samma tåg men påstår sig inte ha sett Ruth. Katherine säger att hon såg Derek komma in i Ruths kupé. Derek blir ännu misstänksam när ett cigarettetui med bokstaven "K" hittas där.
Poirot undersöker saken och får reda på att mordet och juvelstölden kanske inte har något samband, eftersom den berömda juveltjuven "Markisen" är kopplad till brottet. Så småningom berättar den giriga Mirelle, som var på tåget med Derek - som hon hade haft en affär med men som hon nu är försmådd och söker hämnd på honom - för Poirot att hon såg Derek lämna Ruths kupé ungefär vid den tidpunkt då mordet skulle ha ägt rum. Derek blir sedan arresterad. Alla är övertygade om att fallet är löst, men Poirot är inte säker. Han gör mer efterforskningar och får mer information, pratar med sina vänner och med Katherine, och kommer så småningom fram till sanningen.
Han ber Van Aldin och Knighton att följa med honom på Blå Tåget för att återskapa mordet. Han berättar för dem att Ada Mason egentligen är Kitty Kidd, en känd manlig imitatör och skådespelerska. Katherine såg vad hon trodde var en pojke som klev av tåget, men det var i själva verket Mason. Poirot insåg att Mason var den enda personen som påstod sig ha sett någon med Ruth i kupén, så detta kunde ha varit en lögn. Han avslöjar att mördaren och Masons medbrottsling är Knighton, som i själva verket är den hänsynslöse "Marquis". Han säger också att cigarettetuiet med K:et på inte står för "Kettering", utan för "Knighton". Eftersom Knighton förmodligen befann sig i Paris skulle ingen ha misstänkt honom. Derek gick in i kupén för att prata med Ruth när han såg att hon var på tåget, men han gick därifrån när han såg att hon sov. Polisen arresterar Knighton och fallet läggs ner.

## Karaktärer
- Hercule Poirot, privatdetektiv
- Rufus Van Aldin, amerikansk miljonär, Ruths far
- Ruth Kettering, Van Aldins enda dotter, Dereks hustru
- Hon Derek Kettering, Van Aldins svärson, Ruths make
- Mirelle, en parisisk dansös, Dereks guldgrävande och senare hämndlystna franska älskare
- Major Richard Knighton, Van Aldins sekreterare
- Ada Mason, Ruth Ketterings hembiträde
- Armand, Comte de la Roche, tidigare älskare till Ruth
- Carrège, fransk polis
- Kommissarie Caux, fransk polis
- Mr Goby, Rufus informatör
- Katherine Grey, tidigare följeslagare till den nyligen avlidna Mrs Harfield, som har testamenterat hela sin egendom till Grey
- Dr och Mrs Harrison, Katherines vänner i byn St Mary Mead
- Amelia Viner, en äldre, obotligt sjuk ungmö och vän till Katherine Grey i St. Mary Mead
- Rosalie, viscountess Tamplin, kusin till Katherine, ägare till en villa på Rivieran
- Lenox Tamplin, Lady Tamplins dotter
- Charles "Chubby" Evans, Lady Tamplins mycket yngre make
- Kyrios (Mr) Papopolous, juvelerare och bekant till Poirot
- Zia Papopolous, hans dotter
- Pierre Michel, tågvärd[10]
- Joseph Aarons, Poirots bekant, expert på personer som är involverade i det "dramatiska yrket" (skådespeleri) som ger Poirot råd om den skickliga imitatören Kitty Kidd, känd under ett annat namn under större delen av romanen

## Inflytande och betydelse
Romanens handling är baserad på Poirot-novellen "Plymouth-expressen" från 1923 (senare samlad i bokform i Storbritannien 1974 i Poirots problem).
Denna roman innehåller (som hjältinnan Katherine Greys hem) det första omnämnandet i en roman av den fiktiva byn St. Mary Mead, som ursprungligen hade dykt upp i "The Tuesday Night Club" som publicerades i december 1927, som var den första novellen med Christies andra berömda detektiv Miss Marple. Den innehåller också det första framträdandet av den mindre återkommande karaktären, Mr Goby, som senare skulle dyka upp i Begravningar är farliga och Tredje flickan. Boken innehåller också det första framträdandet av Poirots betjänt George.
Bara några månader efter att denna roman gavs ut publicerade den produktive franske författaren Arthur Bernède Le mystère du train bleu i slutet av 1928. Ett mordmysterieäventyr med Bernèdes egen populära detektiv, Chantecoq, som utspelar sig i Paris och handlingen är helt annorlunda. Det verkar dock troligt att Bernède hoppades kunna dra nytta av Poirots popularitet.

## Litterär betydelse och mottagande
The Times Literary Supplement gav en mer positiv reaktion på boken än Christie själv i sitt nummer den 3 maj 1928. Efter att ha berättat om upplägget drog recensenten slutsatsen: "Läsaren kommer inte att bli besviken när den framstående belgaren av psykologiska skäl avböjer att misstänka den arresterade maken och, genom att agera på förslag av en ful flicka som konsekvent förlöjligar sin befängda mor, bygger upp slutsatser nästan ur luften, stöder dem med en mästerlig samling negativa bevis och landar sin fisk till allas förvåning".
I New York Times Book Review för den 12 augusti 1928 stod det: "Nominellt har Poirot gått i pension, men pensioneringen betyder inte mer för honom än för en primadonna. Låt en bra mordgåta komma inom hans område, och han kan bara inte hållas utanför den."
Den brittiske deckarförfattaren och kritikern Robert Barnard förklarade: "Christies minst omtyckta historia, som hon kämpade med strax före och efter försvinnandet. Den internationella miljön ger en bra varierad läsning, men det finns en uppsjö av sjätteklassig skolflicksfranska och några skadliga influenser från thrillers. Det finns flera fruktigare kandidater till titeln 'värsta Christie'."